# Roverchiaretta

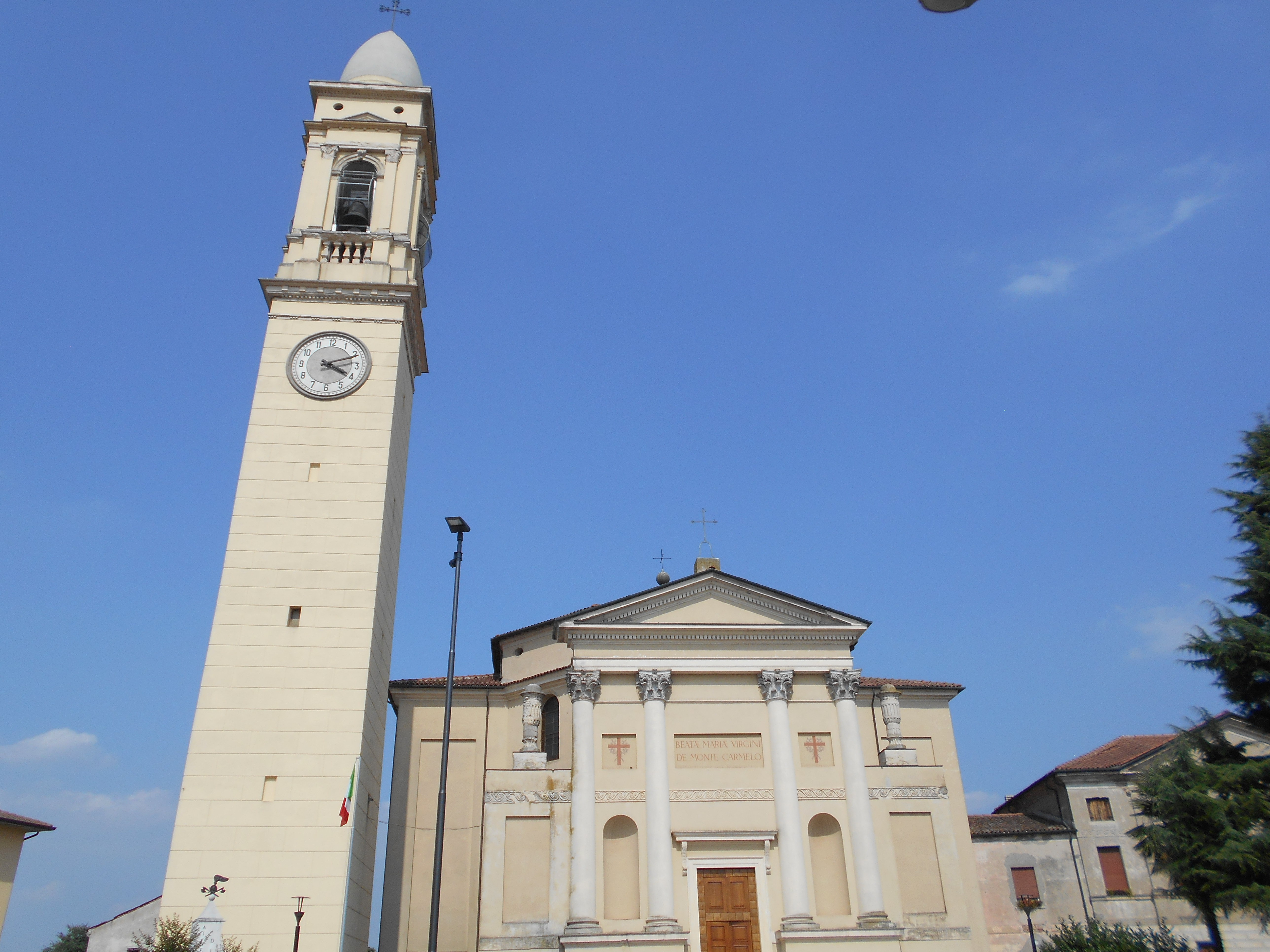
Chiesa parrocchiale della Beata Vergine Maria del Monte Carmelo

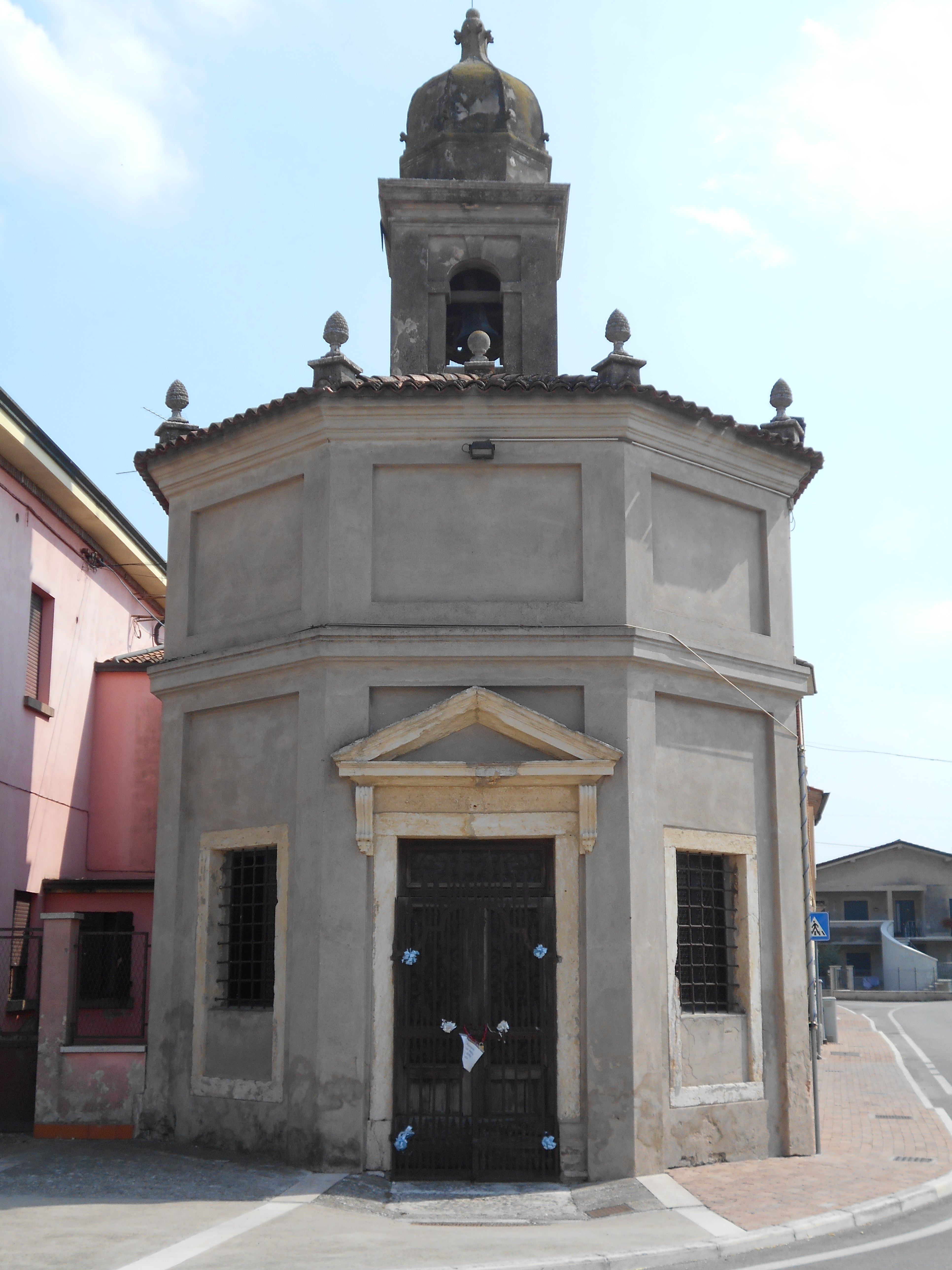
Oratorio di Santa Maria delle Grazie

Roverchiaretta (in passato Roverchiara di Sotto), 500 abitanti, è l'unica frazione di Roverchiara in provincia di Verona. Il centro urbano dista circa 2 km dal capoluogo e si sviluppa nella parte occidentale del territorio comunale a ridosso degli argini del fiume Adige quasi interamente sulla strada che conduce a Bonavigo e Minerbe.
Al di fuori di esso vi sono alcune corti rurali e piccoli borghi.

## Storia
L'origine del nome di Roverchiaretta è legata a quella del capoluogo. La frazione deve essere sempre stata un'appendice di Roverchiara o comunque dipendente da essa. Inoltre l'etimologia del nome di Roverchiaretta va a confermare la presenza di un bosco (rubus) tra Roverchiara e il corso del fiume Adige (dove appunto sorge Roverchiaretta).
In passato come oggi, Roverchiaretta ha sempre avuto un'elevata importanza per quel che riguarda il settore della viabilità, infatti qui è sempre esistito un ponte che attraversa il fiume Adige.
A Roverchiaretta sorgono numerose ville, palazzi ed edifici storici , tra cui le rovine di un'antica corte chiamata "Il Monastero" perché appartenuta già nel XV° secolo all'ordine religioso degli Umiliati  e dal 1571 al monastero dei Chierici Regolari Teatini fino alla soppressione nel 1772 su disposizione del Doge.

## Economia
La fonte di ricchezza principale è l'agricoltura. Sui fertili terreni di Roverchiaretta si coltivano mais, barbabietole e mele. È inoltre molto diffuso l'allevamento avicolo e bovino in particolare di tori da carne. Negli untimi anni si sta diffondendo anche la coltivazione di orticole.